# چئونسئونگسان
چئونسئونگسان (به لاتین: Cheonseongsan) یک کوه در کره جنوبی است که در استان گیونگ‌سانگ جنوبی واقع شده‌است. چئونسئونگسان ۸۱۲ متر بالاتر از سطح دریا واقع شده‌است.